# دانشگاه مالمو
دانشگاه لینشوپینگ
دانشگاه مالمو (به سوئدی: Malmö universitet) یک دانشگاهی در شهر مالمو در کشور سوئد است. این دانشگاه با بیش از ۲۴۰۰۰ دانشجو و حدود ۱۶۰۰ کارمند (علمی و اداری) نهمین مؤسسهٔ بزرگ آموزشی در این کشور است. دانشگاه مالمو با بیش از ۲۴۰ دانشگاه در سراسر جهان توافقنامه مبادلهٔ دانشجو دارد و براساس آمار دولت سوئد تقریباً یک سوم دانشجویان آن بین‌المللی هستند. از این جهت دانشگاهی مهاجرپذیر است و از حضور دانشجویان خارجی استقبال می‌کند.
تحصیلات در دانشگاه مالمو بر مطالعات مهاجرت، روابط بین‌الملل، علوم سیاسی، پایداری، مطالعات شهری و رسانه‌ها و فناوری‌های نوین تمرکز دارد. آموزش در این دانشگاه علاوه بر روش‌های رایج در تحصیل و آموزش، به صورت اینترشیپ و پروژه محور نیز برگزار می‌شود. این دانشگاه که در مرکز شهر واقع شده‌است، در تبدیل شهر مالمو از یک شهر صنعتی به مکانی برای تحصیل و آموختن نقش مهمی داشته‌است. بخش بزرگی از محوطهٔ این دانشگاه در زمین‌هایی احداث شد که تا اواسط دهه ۱۹۸۰ متعلق به کارخانه کشتی‌سازی Kockums بوده که یکی از عناصر اصلی نیروی دریایی و صنعتی مالمو بود.

## کیفیت آموزش
در سال ۲۰۰۷، با ابتکار دولت، آژانس ملی آموزش عالی سوئد، یک کمیته متخصص بین‌المللی را برای یافتن و اعطای پنج حوزه آموزشی برتر در بین تمام دانشگاه‌ها و کالج‌های سوئد به کار گرفت. دانشکده دندانپزشکی در دانشگاه مالمو یکی از این امتیازها (مرکز تعالی در آموزش عالی) را دریافت کرد. جوایز دیگری نیز به دانشگاه لینشوپینگ (تئوری پزشکی و کنترل/مهندسی خودرو)، مؤسسه سلطنتی فناوری (مهندسی خودرو) و دانشگاه اومئو (تاریخ) تعلق گرفت.

## دانشکده‌ها
دانشگاه مالمو شامل ۵ دانشکده است:

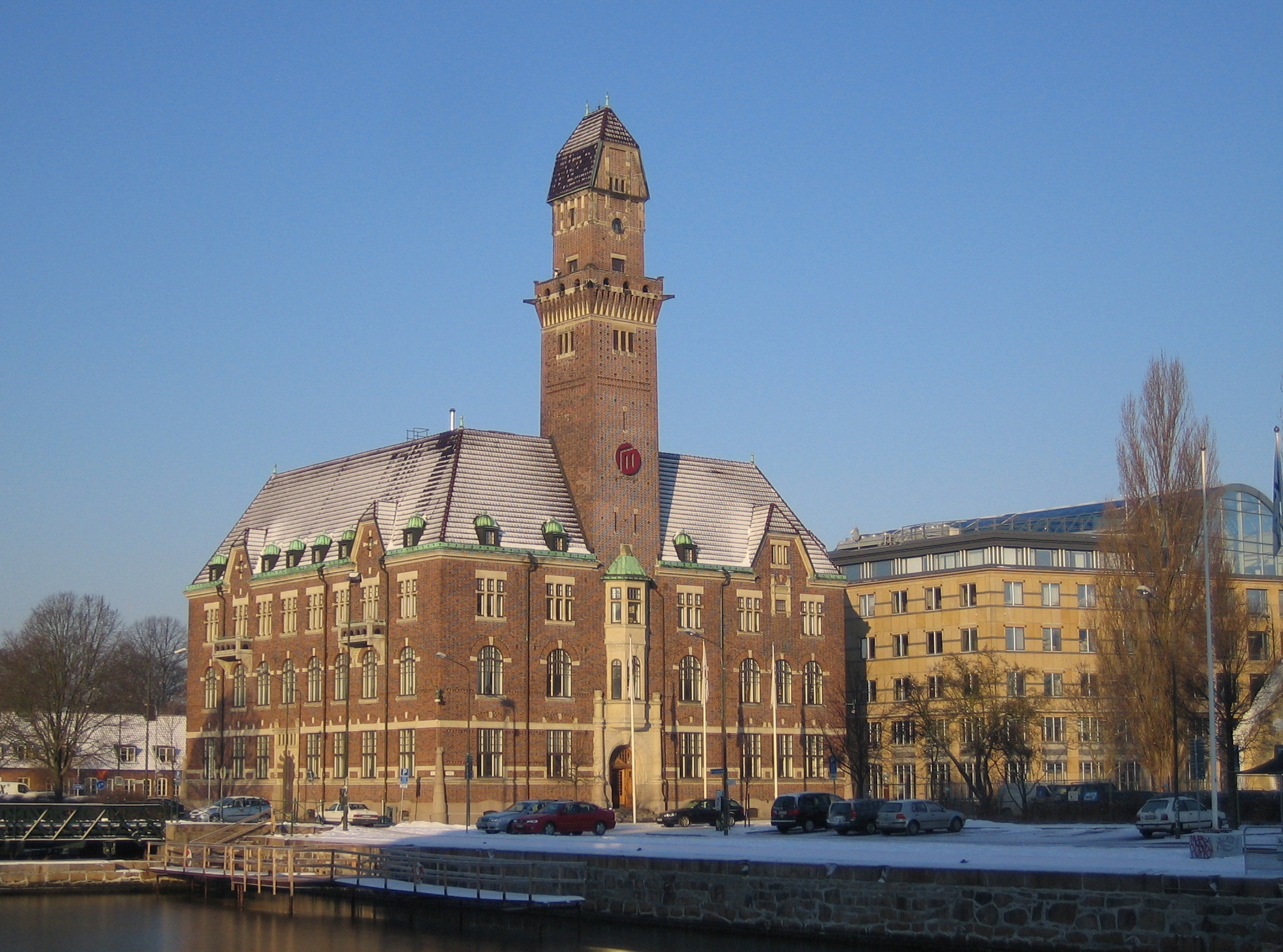

- دانشکدهٔ فناوری و جامعه (Faculty of Technology and Society)
- دانشکدهٔ فرهنگ و جامعه (Faculty of Culture and Society) /
- دانشکدهٔ آموزش و پرورش و جامعه (Faculty of Education and Society)
- دانشکدهٔ دندانپزشکی (Faculty of Odontology)
- دانشکدهٔ سلامت و جامعه (Faculty of Health and Society)

دانشکده فناوری و جامعه در ساختمان نیاگارا، نزدیک به ایستگاه مرکزی مالمو واقع شده‌است. این دانشکده تقریباً ۳۰۰۰ دانشجو و ۱۰۰ کارمند دارد و دارای دپارتمان علوم کامپیوتر و گروه فناوری رسانه و طراحی محصول است. دوره‌ها و برنامه‌های مدرک از مهندسی و علوم کامپیوتر تا توسعه محصول و طراحی و فناوری رسانه را شامل می‌شود. تحقیقات بر روی علوم کامپیوتر، علوم مواد، ریاضیات کاربردی و فناوری رسانه متمرکز است.
دانشکده فرهنگ و جامعه در ساختمان نیاگارا واقع شده‌است. این دانشکده ۴۹۰۰ دانشجو و حدود ۳۰۰ کارمند دارد. این مؤسسه از چهار مؤسسه تشکیل شده‌است: دپارتمان مطالعات سیاسی جهانی، دپارتمان مطالعات شهری، دانشکده هنر و ارتباطات و گروه زبان و زبان‌شناسی. سه رشته از زمینه‌های آموزشی و پژوهشی اولویت دار دانشگاه مالمو بخشی از این دانشکده هستند: مطالعات شهری، که بر محیط‌های پایدار و فرآیندهای جهانی تغییر تمرکز دارد. رسانه‌های جدید، که جهت‌گیری متقابل بین رسانه‌های جدید، حوزه‌های عمومی و اشکال بیان است. و مهاجرت که تحقیقاتی را در مورد فرآیندهای مهاجرت بین‌المللی و علل و اثرات آن انجام می‌دهد.
دانشکده آموزش و پرورش و جامعه یکی از بزرگ‌ترین مراکز تربیت معلم در سوئد است. حدود ۵۰۰۰ دانشجو و ۲۶۰ کارمند دارد و درست در کنار ایستگاه مرکزی مالمو در ساختمان اورکانن قرار دارد. این بخش متشکل از بخش‌های «کودکان، جوانان و جامعه»، «فرهنگ، زبان و رسانه»، «فرد و جامعه»، «توسعه و رهبری مدرسه» و همچنین «علوم، محیط زیست، جامعه» و «علوم ورزشی – ورزش و اوقات فراغت». آموزش معلمان از آموزش پیش دبستانی تا سطوح دبیرستان/ دبیرستان را شامل می‌شود. تحقیق انجام شده توسط دانشکده با تئوری و عمل تدریس و آموزش، رشد و تربیت کودک و نوجوان، فرهنگ و زیبایی‌شناسی در مدرسه، علوم تربیتی، یادگیری غیررسمی، یادگیری از طریق گفتگو، توسعه حرفه ای، ورزش در یادگیری و جامعه، تاریخ اجتماعی و دیدگاه‌های فرهنگی در تاریخ مدرن.
دانشکده دندانپزشکی در کنار ایستگاه قطار ترایانگلن در مالمو قرار دارد. برنامه‌های آموزشی آن باعث شد تا مدرک بهداشت دندان، دندانپزشک یا تکنسین دندان را دریافت کند. در این دانشکده تحقیقات طیف وسیعی را شامل می‌شود: از مطالعات بیولوژیکی مولکولی بافت‌های دهان تا مطالعات گسترده سلامت دهان در نسل‌های مختلف، طبقات اجتماعی و فرهنگ‌های بین‌المللی. این کلینیک دندانپزشکی یکی از بزرگ‌ترین کلینیک‌های منطقه است که سالانه بیش از ۱۰۰۰۰ بیمار دارد.
دانشکدهٔ سلامت و جامعه تقریباً ۴۶۰۰ دانشجو و ۲۶۰ کارمند دارد و عمدتاً در محوطه بیمارستان دانشگاهی در مالمو واقع شده‌است. این بخش از پنج بخش «علوم زیست پزشکی»، «علوم مراقبت»، «جرم‌شناسی»، «مطالعات بهداشت و رفاه» و «گروه مددکاری اجتماعی» تشکیل شده‌است. فعالیت‌های آموزشی و پژوهشی در دانشکده با هدف کمک به پایگاه دانش به منظور حفظ، حمایت و ارتقای سلامت جسمی، روانی و اجتماعی افراد است. این دانشکده پرستاران، مددکاران اجتماعی، دانشمندان بهداشت عمومی و دانشمندان زیست پزشکی را آموزش می‌دهد. تحقیقات در آزمایشگاه علوم زیست پزشکی/- فناوری، پرستاری و مددکاری اجتماعی در حال انجام است.

## نگارخانه

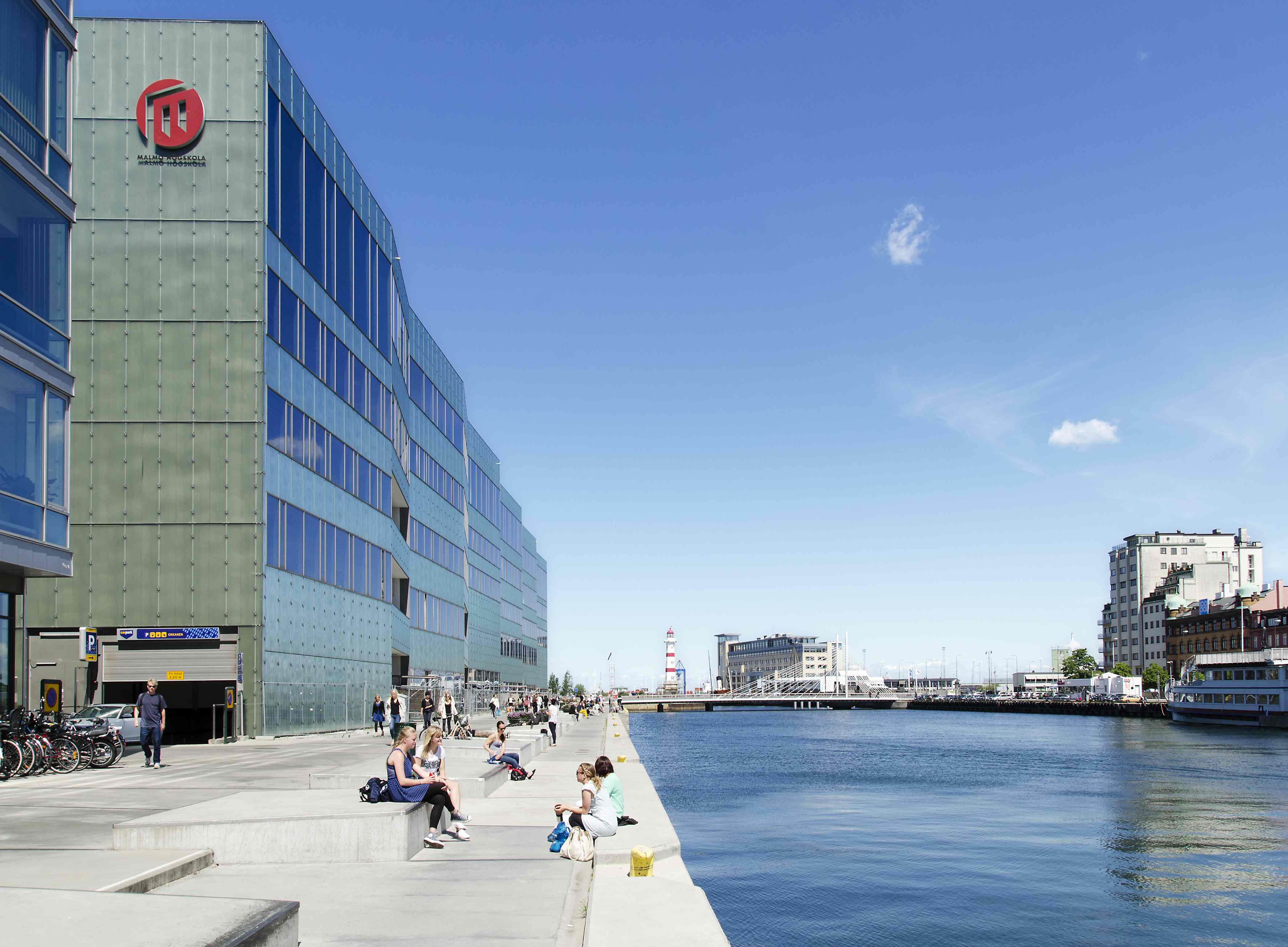
هیالمارکاین
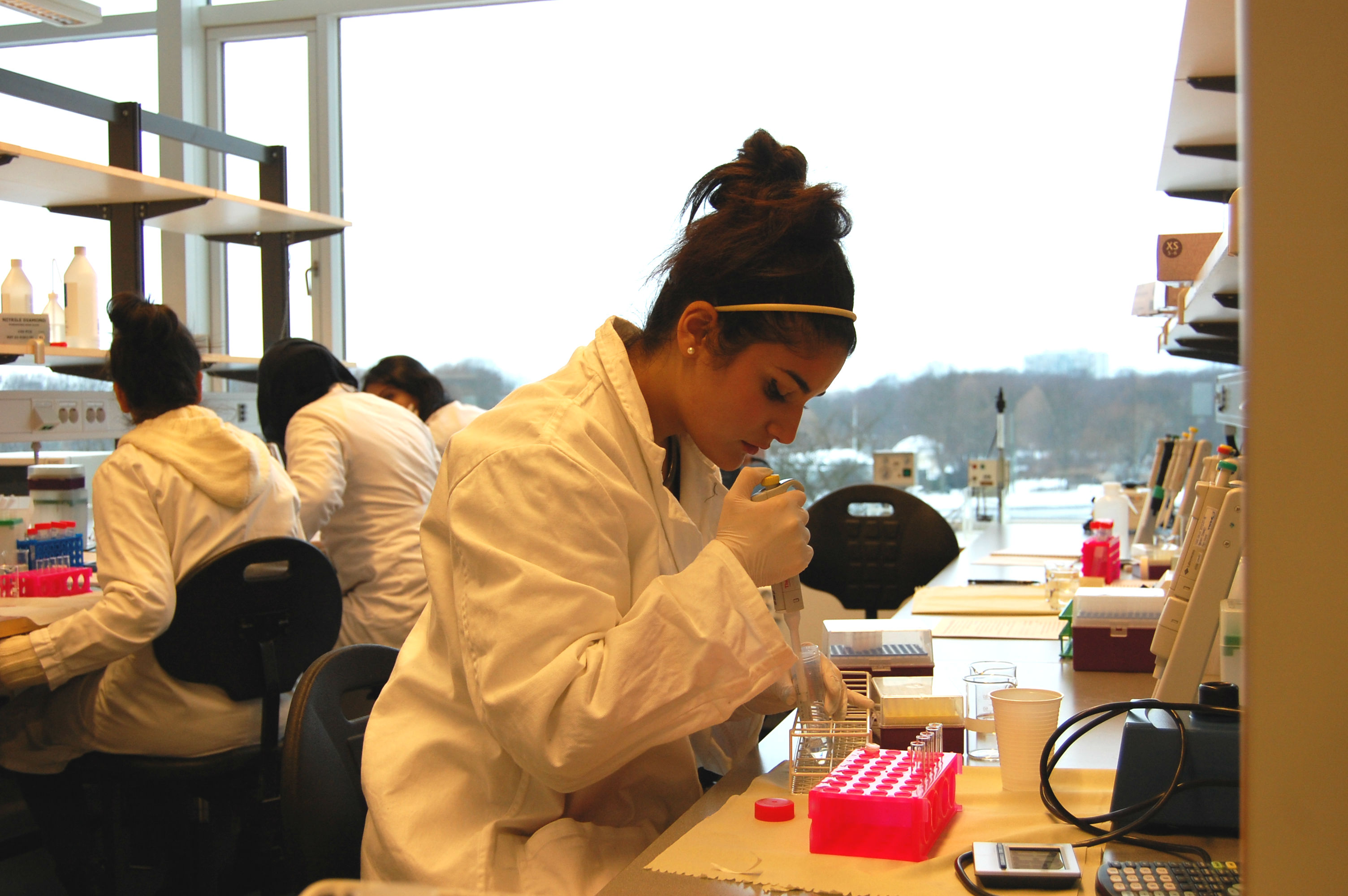
آزمایشگاه
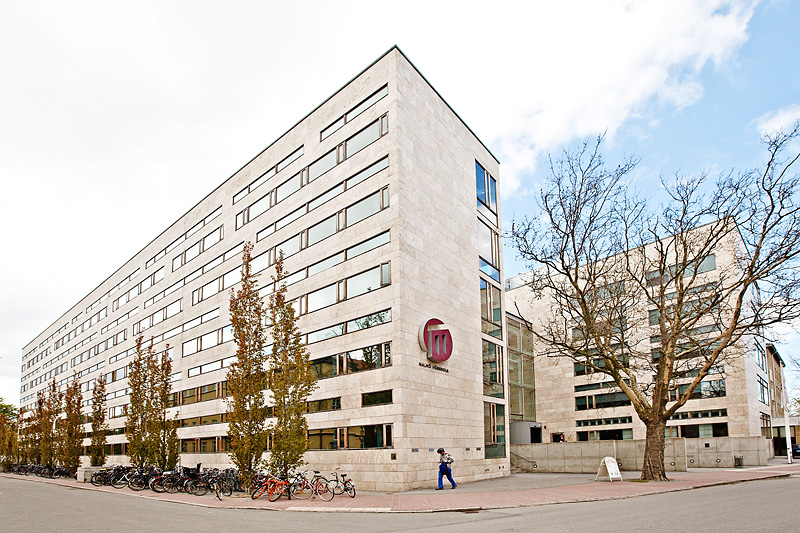
دانشکده بهداشت و جامعه
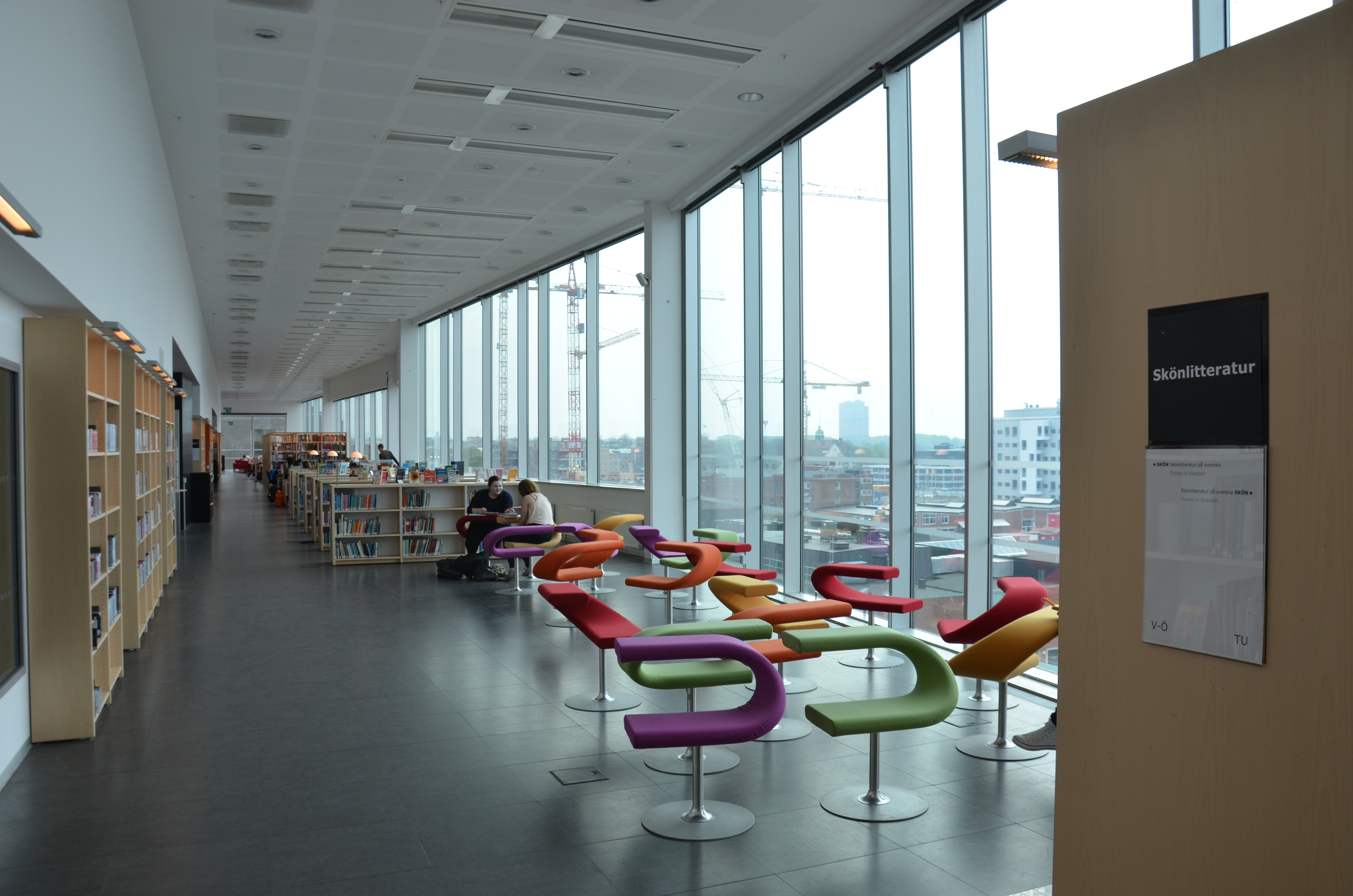
کتابخانه
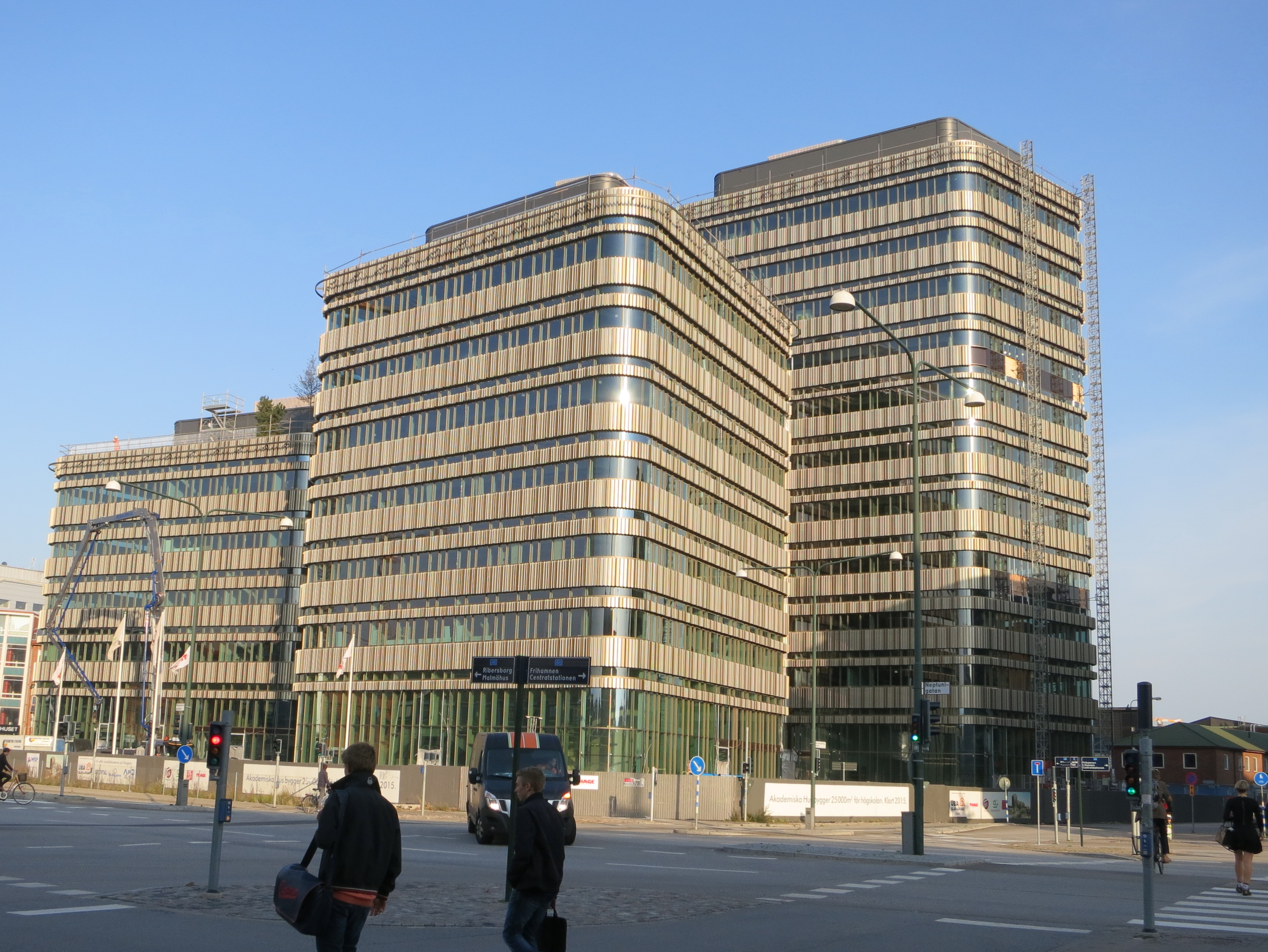
ساختمان نیاگارا